# 奧特鎮區 (阿肯色州薩林縣)
奧特鎮區（英語：Otter Township）是位於美國阿肯色州薩林縣的一個行政鎮區。

## 地方資料
奧特鎮區的面積為64.99平方千米，當中陸地面積為64.74平方千米，而水域面積為0.25平方千米。根據2010年美國人口普查的數據，當地共有人口10998人，而人口密度為每平方千米169.23人。